# Pär Roosvall
Pär Roosvall, född 1 december 1976 i Ulricehamn, är en svensk entreprenör och investerare.

## Biografi
Pär Roosvall har en Executive MBA från Handelshögskolan i Stockholm 2006 och en examen i Strategy and Management från Stanford University Graduate School of Business 2016.[källa behövs]
Roosvall arbetade fram till 2011 på reklambyrån Scholtz & Friends varifrån han rekryterades till Bonnierkoncernen. År 2016 meddelades att han lämnade Bonnier för att kliva in som delägare och styrelseledamot i riskkapitalbolaget NFT Ventures, som delvis ägdes av Bonnier fram till 2019. Han var VD för NFT Ventures mellan 2016 och 2023.[källa behövs] Samma år meddelades att han även investerat i FPG Media som bland annat publicerar veckotidningen Fokus. Han äger företaget med bland annat Nordstjernan.
Roosvall är styrelseledamot i Sverige för UNHCR och Investment AB Öresund.